# Schildpatt (Katze)

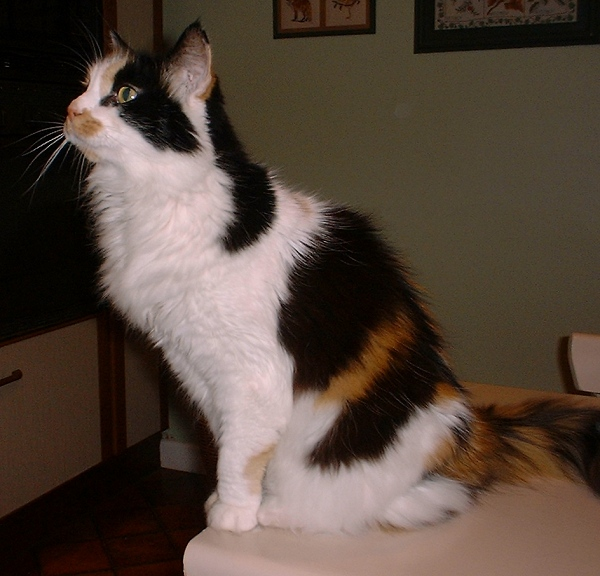
Dreifarbige Katze (Tricolor) mit schwarzen und roten Flecken auf weißem Grund

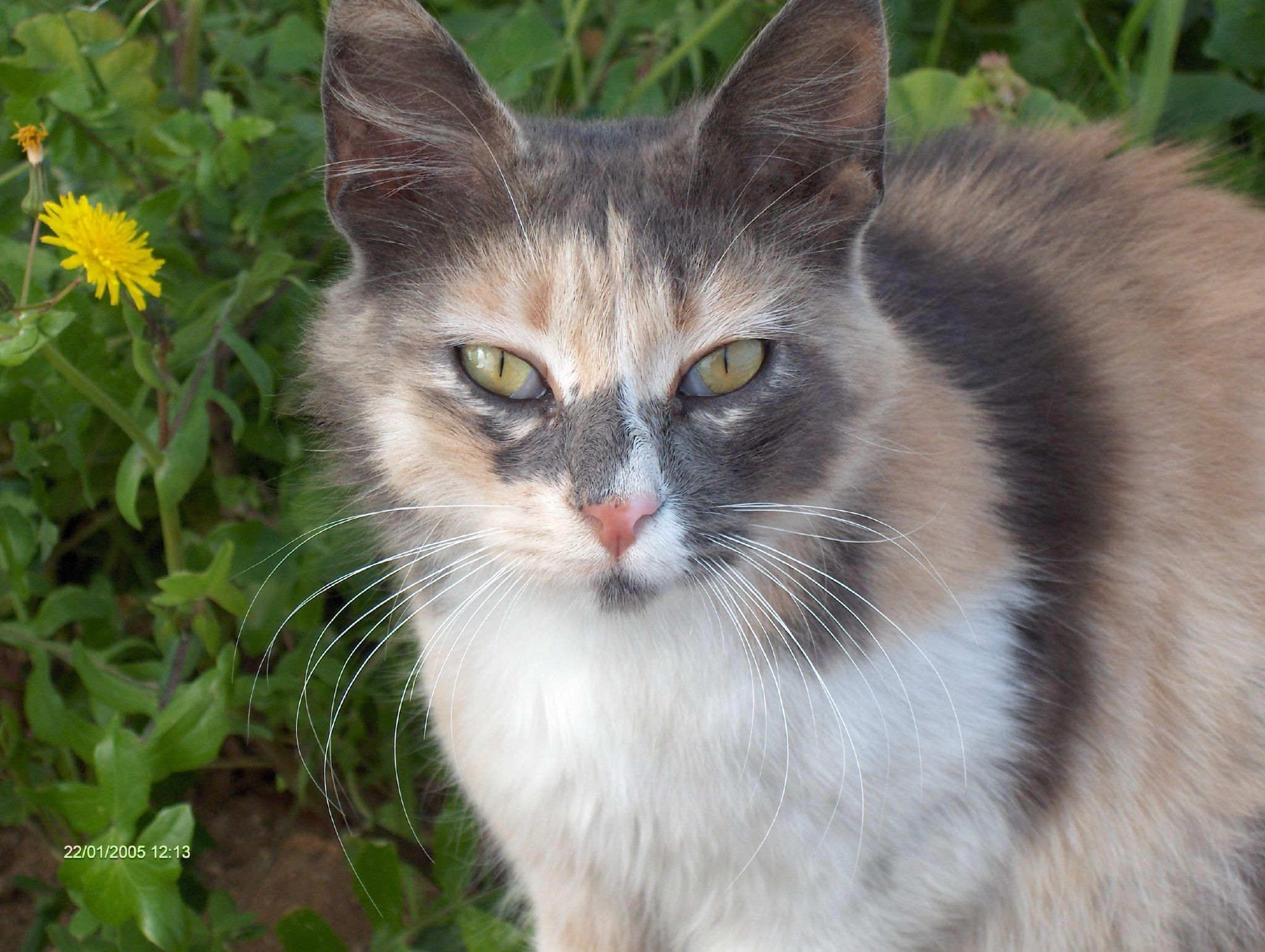
Dreifarbige Katze mit den verdünnten Farben Blau und Creme

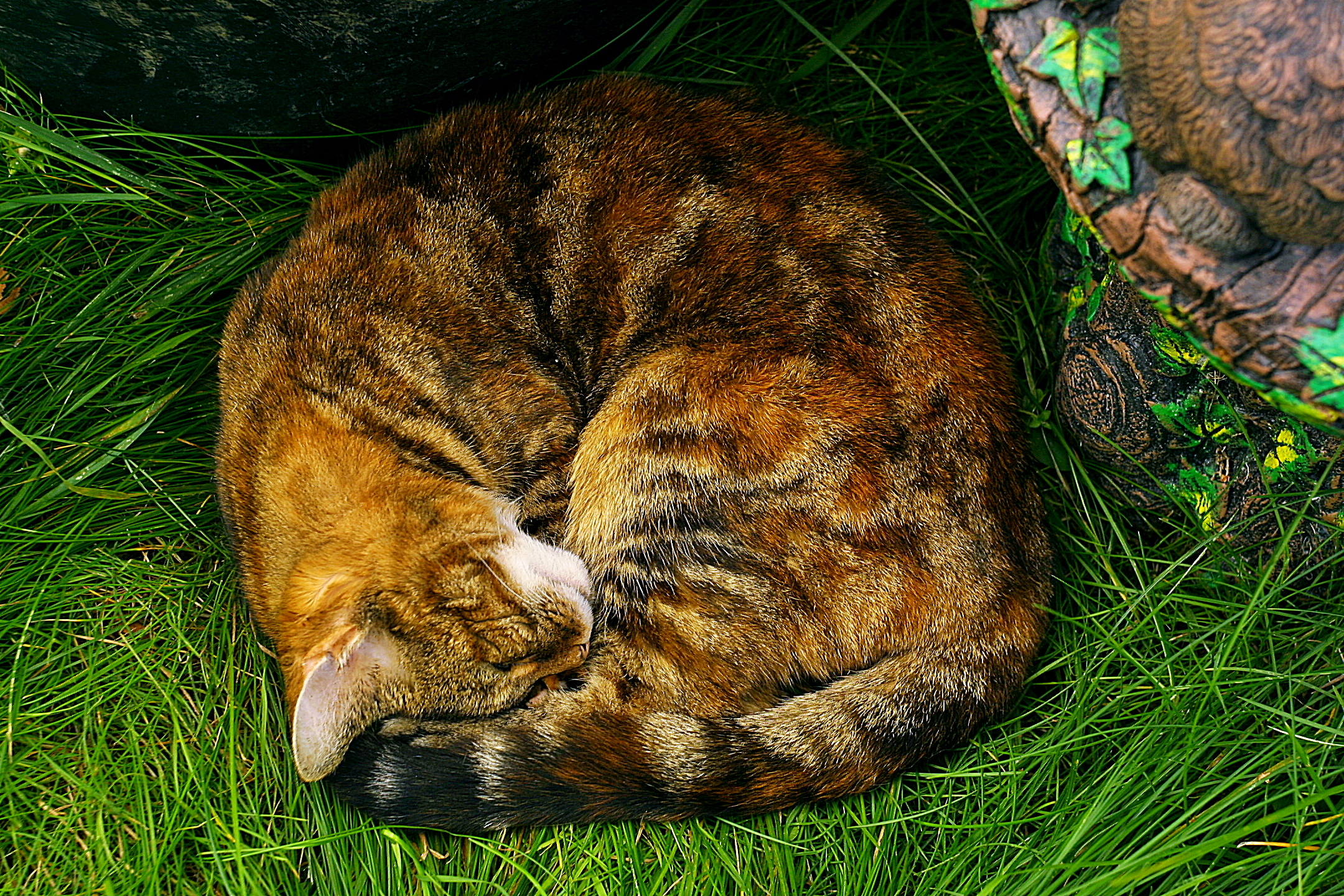
Schildpatt-Tabby

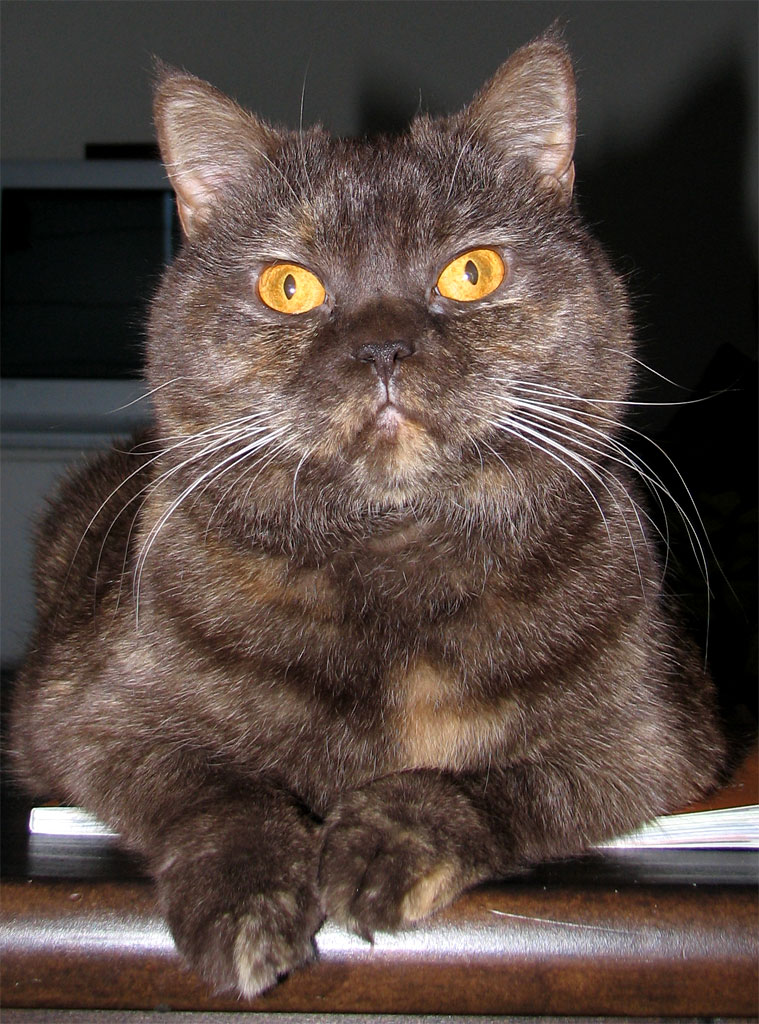
Braun-Schildpatt (schokoladenbraun und rot)

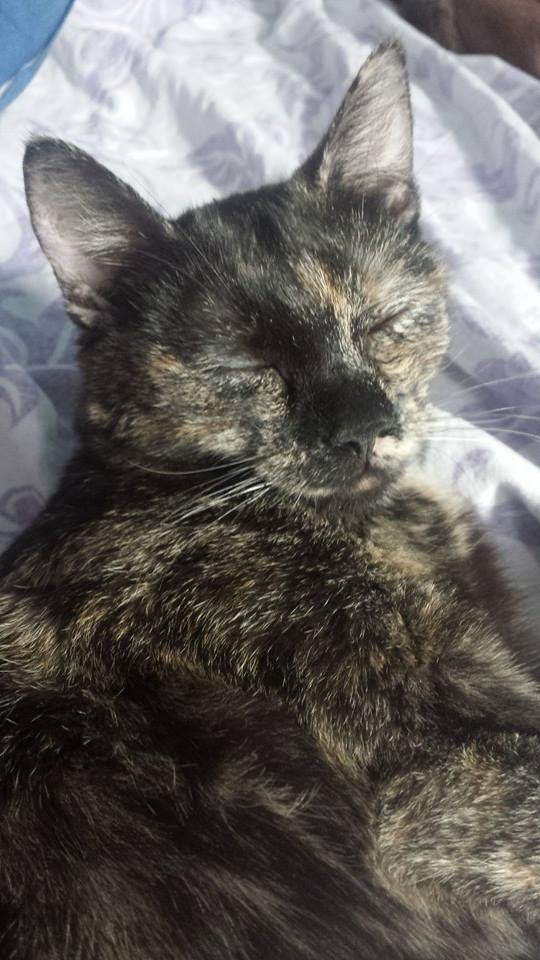
Schildpatt mit Stichelhaaren in braun und weiß

Das Schildpattmuster ist eine Fellfärbung bei Katzen, die aus roten und schwarzen Fellpartien besteht. Es ist benannt nach der Farbe des Schildpatt, basierend auf niederländisch schildpad „Schildkröte“.  Schildpatt kommt fast ausschließlich bei weiblichen Katzen vor, bei Katern ist es sehr selten (0,43 % aller Schildpattkatzen sind Kater) und geht meist mit Unfruchtbarkeit einher. Es wird in der Fachsprache auch Tortie (von engl. tortoise shell „Schildkrötenpanzer“) genannt. Liegt gleichzeitig eine Tabby-Zeichnung vor, spricht man auch von Torbie (Zusammenziehung aus Tortie und Tabby).
Das Schildpattmuster kann auch im Zusammenhang mit dem Dilute-Gen vorkommen; die Farben sind dann blau und creme.
Eine dreifarbige Katze mit weiß-schwarz-rot gemustertem Fell wird von Züchtern als Tricolor, beziehungsweise als „Schildpatt mit weiß“ oder „Tortoise mit weiß“ bezeichnet, bei Perserkatzen als Calico. Im Volksmund wird eine Katze mit diesem Muster auch „Glückskatze“ genannt. In den Vereinigten Staaten gibt es die Bezeichnung Money cat, und in Japan wird diese Färbung als Mike (japanisch 三毛 ‚drei Felle‘) bezeichnet.

## Genetischer Hintergrund
Das Schildpattmuster folgt einem einfach X-chromosomal kodominanten Erbgang: Sowohl das Allel für die rote als auch für die schwarze Fellfarbe liegen auf je einem der beiden X-Chromosomen; die Katze ist für rot/schwarz also heterozygot. Zwar wäre Rot dominant über Schwarz; allerdings ist in einer Zelle stets nur ein X-Chromosom aktiv, während das andere bereits in der frühen Embryonalentwicklung inaktiviert wird (X-Inaktivierung). Es kann deshalb mit einer hohen Wahrscheinlichkeit davon ausgegangen werden, dass eine weibliche Katze, die ganz rot ist, auf beiden X-Chromosomen das Allel für rot trägt (Homozygotie).
Bei heterozygoten Katzen gibt es zum einen Regionen der Haut, wo das Allel für rot aktiv und das Fell dann auch rot ist, und zum anderen Regionen, wo das Allel für nicht-rot aktiv und das Fell dann schwarz ist. Die Verteilung der roten und schwarzen Regionen ist nicht genetisch festgelegt, sondern wird durch die Embryonalentwicklung bestimmt. Zweifarbige Katzen sind deshalb ein anschauliches Beispiel für ein genetisches Mosaik. In manchen Fällen kann die Färbung derart ausfallen, dass eine Schildpattkatze zunächst für eine einfarbige gehalten und unter Umständen erst an den Jungen erkennbar wird, dass die Mutter eine Schildpattkatze ist.
Wenn eine Schildpattkatze geklont wird, bleibt dabei die X-Inaktivierung der Spenderzelle bestehen. Beim Klon ist also in allen Zellen dasselbe X-Chromosom inaktiviert, so dass er entweder eine nur rote oder nur schwarze Fellzeichnung aufweist. Die erste erfolgreich geklonte Katze, die Katze CC, entstand aus einer Schildpattkatze mit Weiß.
Wird doch einmal eine männliche Schildpattkatze geboren, ist diese meist unfruchtbar. Als Ursache für eine Schildpattfärbung bei männlichen Katzen kommen ein Klinefelter-Syndrom (Karyotyp XXY), ein genetisches XX/XY-Mosaik, ein trotz XX-Karyotyp männlicher Phänotyp oder eine Instabilität des Farballels bei XY-Karyotyp in Frage.
Die weiße Farbe der dreifarbigen Katzen wird nicht vom X-Chromosom kontrolliert, sondern beruht auf verschiedenen Allelen für Scheckung, die durch den autosomalen c-Kit-Locus kontrolliert werden (Leuzismus).

## Aberglaube
In Japan galt die dreifarbige Japanese Bobtail als Inbegriff von Wohlstand und Macht und wurde mit Beginn des 17. Jahrhunderts am japanischen Kaiserhof gezüchtet. Segler nahmen häufig eine weiß-schwarz-rote Glückskatze für eine sichere Reise mit auf ihre Schiffe. Auch in England galten Tricolorkatzen aufgrund ihrer Seltenheit lange Zeit als Glücksbringer. Man sagte ihnen auch nach, dass sie das Haus vor Feuer schützen. In Brehms Tierleben von 1893 findet man folgenden Abschnitt:

„Eine dreifarbige Katze schützt das Haus vor Feuer und anderem Unglück, die Menschen vor dem Fieber, löscht auch das Feuer, wenn man sie in dasselbe wirft und heißt deshalb ‚Feuerkatze‘. Wer sie ertränkt, hat kein Glück mehr oder ist sieben Jahre lang unglücklich; wer sie totschlägt, hat ebenfalls fernerhin kein Glück; wer sie schlägt, muß es von hinten tun. Die Katze zieht Krankheiten an sich; ihre Leiche dagegen, unter jemandes Türschwelle vergraben, bringt dem Hause Unglück.“

Die japanischen Glücksbringer in Katzenform, Maneki Neko, auch Winkekatze genannt, werden üblicherweise mit Schildpattmuster dargestellt.